# Köpfchen in das Wasser, Schwänzchen in die Höh’
Köpfchen in das Wasser, Schwänzchen in die Höh’ ist eine deutsche Filmkomödie in Gestalt einer Sexsatire aus dem Jahre 1969. Unter der Regie von Helmut Förnbacher spielen Förnbacher und Gila von Weitershausen die Hauptrollen.

## Handlung
Der frisch verheiratete Herr Berger hat ein gaanz groooßes Problem. Er ist derart potent, dass er mit seinem überbordenden Sexualtrieb einfach nicht fertig werden kann. Dabei hat er eine lebenskluge, junge und attraktive Frau an seiner Seite, die ihm sicherlich zur Hand gehen könnte, doch was zu viel ist, ist (auch für sie) zu viel. Da kann nur noch ein erfahrener „Sexologe“ in Gestalt von Dr. Ahrens weiterhelfen.
Der verschreibt dem sexuellen Nimmersatt kurzerhand den Aufenthalt in einem entsprechenden Sanatorium in den bayerischen Alpen, auf dass er dort geheilt werden möge. Hier, so glaubt der Mann, liege die Lösung all seiner Probleme, denn vor Ort warten eine Fülle von unbefriedigten wenn nicht sogar sexuell regelrecht ausgehungerten Frauen, die nur auf einen immer könnenden Stecher warten. Berger sieht in dem Damenauflauf seine Entchen, die, titelanalog, auf dem See schwimmen, während er nur noch das Schwänzchen in die Höh’ bekommen muss.

## Produktionsnotizen
Köpfchen in das Wasser, Schwänzchen in die Höh’ wurde am 9. September 1969 uraufgeführt.

## Wissenswertes
Die Filmtitelzeile ist dem Kinderlied Alle meine Entchen entnommen.

## Kritik
Das Lexikon des Internationalen Films fand den Film „peinlich in Dialog und Bild“.